# Sussex (Nuevo Brunswick)
Sussex es una parroquia canadiense situada en la provincia de Nuevo Brunswick.

## Historia
Sussex fue erigida en 1786 como una de las parroquias originales del condado, extendiéndose desde la bahía de Kennebecasis hasta la línea oriental del condado, que entonces estaba al norte de St. Martins .
En 1787, se añadió una gran zona a Sussex cuando el límite oriental del condado se desplazó significativamente hacia el este para correr de norte a sur desde el transporte entre los ríos Petitcodiac y Kennebecasis.
En la reorganización del condado de 1795, la parte occidental de Sussex formó la mayor parte de la parroquia de Hampton. En ese momento, Sussex incluía las parroquias de Cardwell, Havelock, Studholm y Waterford.
En 1837 se modificó el límite oriental del condado, añadiendo área a la esquina sureste de Sussex y eliminándola de la esquina noreste.
En 1840 Studholm fue erigido como su propia parroquia, incluyendo Havelock.
En 1874 Cardwell y Waterford se convirtieron en parroquias.
En 1875 se modificó el límite con la parroquia de Hammond.
Durante el plebiscito del 28 de octubre de 2013, los habitantes de las parroquias de Hammond, Studholm, Sussex y Waterford votaron por mayoría en contra del proyecto de nombrar este territorio como comunidad rural , con 1422 votos contra 423.

## Superficie
Sussex tiene una superficie de 243,99 km².

## Demografía
En 2021, tenía 2579 habitantes, una densidad poblacional de 10,6 hab./km², y 1094 viviendas.